# Agrypon hilare
Agrypon hilare är en stekelart som först beskrevs av Tosquinet 1889.  Agrypon hilare ingår i släktet Agrypon och familjen brokparasitsteklar. Inga underarter finns listade i Catalogue of Life.